# Grote gerande oeverspin
De grote gerande oeverspin of vlotspin (Dolomedes plantarius) is een spin uit de familie van de kraamwebspinnen (Pisauridae). De wetenschappelijke naam van de soort werd, als Araneus plantarius, in 1758 gepubliceerd door Carl Alexander Clerck.
De spin komt voor in grote delen van Europa, onder andere in Nederland en België. De Rode Lijst van de IUCN kwalificeert de soort als kwetsbaar.

## Uiterlijk en broedzorg
De bruin gekleurde spin heeft aan kopborststuk en achterlijf aan beide zijden meestal een gele band. Het lichaam kan tot 2 centimeter lang zijn en het dier heeft lange en stevige poten. Het vrouwtje draagt de bolvormige eicocon in haar palpen. Als de eitjes bijna uitkomen hangt ze de cocon in de kruidlaag en spint er een ca. 10 cm grote, luchtige tent als kraamkamer omheen. Tot na het uitkomen blijft ze in de buurt om de jonge spinnetjes te behoeden voor gevaar.

## Voedsel

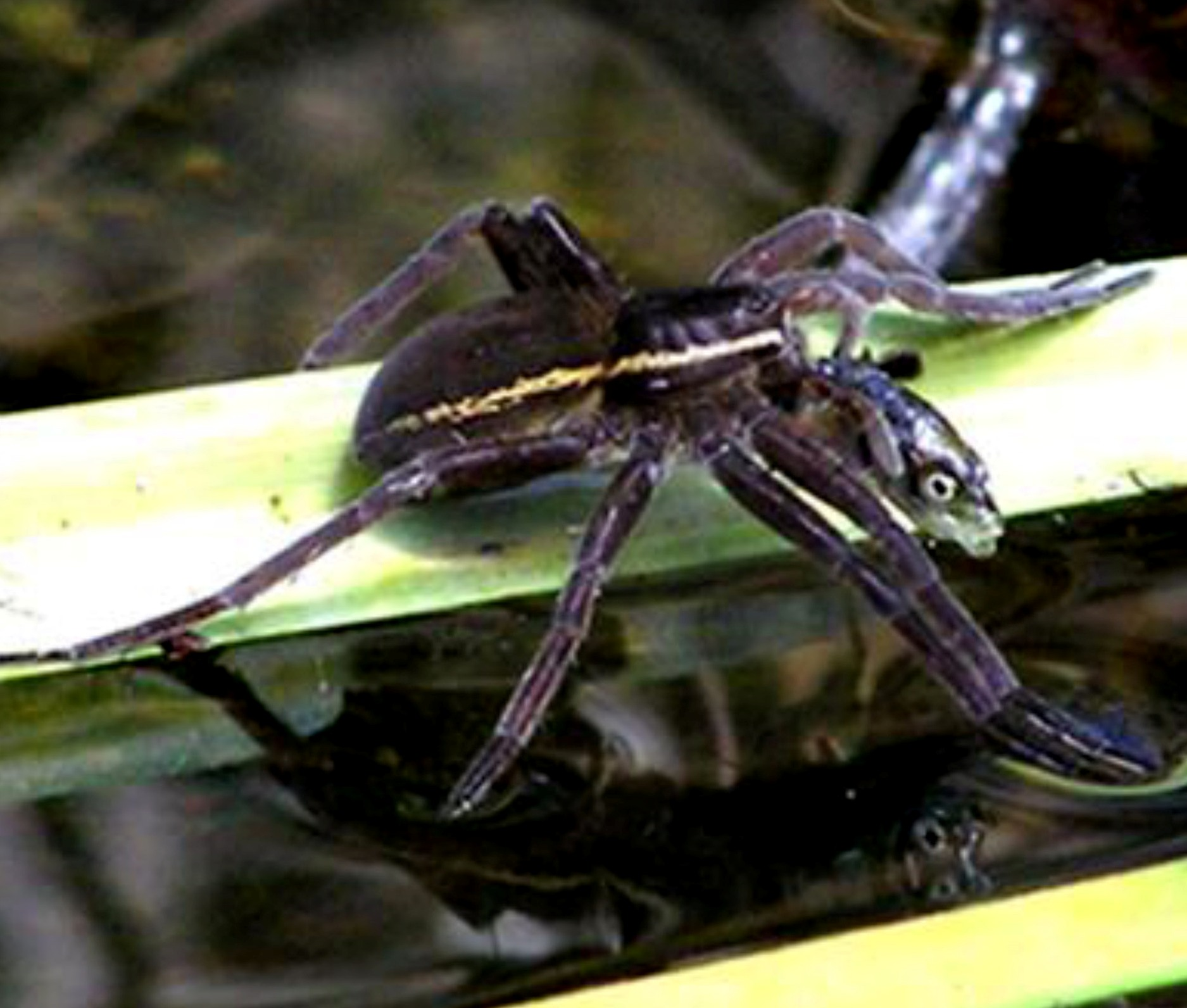
Grote gerande oeverspin eet stekelbaars

De soort eet insecten, larven en andere spinnen, maar ook visjes en kikkervisjes.
De spin wacht direct aan de waterkant op een prooi. Met de twee voorpoten op het water kan hij door trillingen het prooidier en de afstand detecteren. Hij kan over het water lopen en ook onder water in leven blijven. Met klauwtjes aan de poten weet de spin een prooi vast te grijpen om dan via de kaken gif in te spuiten. Het dier is daarna gemakkelijk te consumeren. 

## Leefgebied Nederland
De in Nederland vrij zeldzame grote gerande oeverspin komt voor in moerassige veenweidegebieden van West-Nederland, in de kop van Overijssel en het veenweidegebied in Friesland.
De soort wordt nooit in dezelfde habitat gevonden als de er op gelijkende wat algemenere kleine gerande oeverspin (Dolomedes fimbriatus). Deze leeft in natte ruigtes bij wateren op de hogere zandgronden van Zuid- en Oost-Nederland. De twee soorten zijn alleen goed te onderscheiden door het met een loep bekijken van hun genitaliën.